# Changjo
Choi Jong-hyun (em coreano: 최종현; 16 de novembro de 1995) mais conhecido pelo seu nome artístico Changjo (em coreano: 창조), é um cantor e ator sul-coreano. Ele é integrante e dançarino principal do boy group sul-coreano Teen Top.

## Início da vida
Changjo nasceu em 16 de novembro de 1995, em Chuncheon, Coreia do Sul.

## Carreira
Em 10 de julho de 2010, Changjo fez sua estreia como membro do boy group TEEN TOP com seu álbum de estreia "Come into the World" no Music Core com a faixa-título do álbum "Clap". Desde sua estréia, Teen Top lançou um álbum de estúdio, sete EPs e quatro singles.

## Filmografia

### Filme
| Ano  | Título    | Função       | Notas           |
| ---- | --------- | ------------ | --------------- |
| 2015 | Mak Girls | Choi Kang-ho | Papel principal |

### Série de televisão
| Ano       | Título                 | Função        | Rede          | Notas           |
| --------- | ---------------------- | ------------- | ------------- | --------------- |
| 2010      | I Am Legend            | Teen Top      | SBS           | Aparição        |
| 2014-2015 | Sweden Laundry         | Yong Soo-chul | MBC Every 1   | Papel principal |
| 2017      | My Brother Disappeared | Kong Jung Ki  | Naver TV Cast | Papel principal |

### Variety shows
- 2010: Star Cam ( Teen Top)
- 2011: MBC Flower Bouquet (episódio 8).
- 2012: Weekly Idol (2 times com os membros do Teen top).
- 2012: MBC KPop Star Olympics
- 2012: MBC Kpop Star Athletic Championship
- 2013: Immortal Song 2 (juntos | Niel e C.A.P).
- 2013: MBC KPop Star Olympics
- 2013: MBC Kpop Star Athletic Championship
- 2013: Wide M Open Studio
- 2013: Weekly Idol  (2 vezes com os membros do Teen Top).
- 2013: Immortal Song 2 (outubro com Niel, ChunJi e L.Joe ).
- 2014: MBC Idol Sport Champion Ship (com L. Joe, ChunJi e Ricky ).
- 2014: MBC Idol Futsal Champion Ship  (com Ricky).
- 2014: MBC Infinite Dream Concert.
- 2014: KBS Global Request Show: A song for you 3 (ep.10 com Teen Top)
- 2014: ASC Arirang After School Club (foi ao ar ao vivo no 15/09/2014)
- 2014: KBS Open Concert (16/09/2014)
- 2014: KBS1 Love Request (20/09/14)
- 2014: MBC Idol Music Festival: Kpop Expo in Asia (21/09/14)
- 2014: Pops in Seoul (22/09/14).
- 2014: Weekly Idol (foi ao ar 08/10/2014).
- 2014: Immortal Song 2 (com Niel, 6 de outubro de 2014)
- 2014: Arirang TV Simply KPOP
- 2014: Mnet Entertain Us (reality drama)
- 2014: Immortal Song 2 (com Niel, 25 de outubro de 2014)[3]
- 2015: Weekly Idol (com os membros do TEEN TOP, 1 de julho de 2015)
- 2016: Immortal Song (com Daniel)
- 2016: Hit The Stage (ep.9)
- 2016: Hip Hop tribe 2: Game of Thrones